# Molino Nuevo (Ademuz)

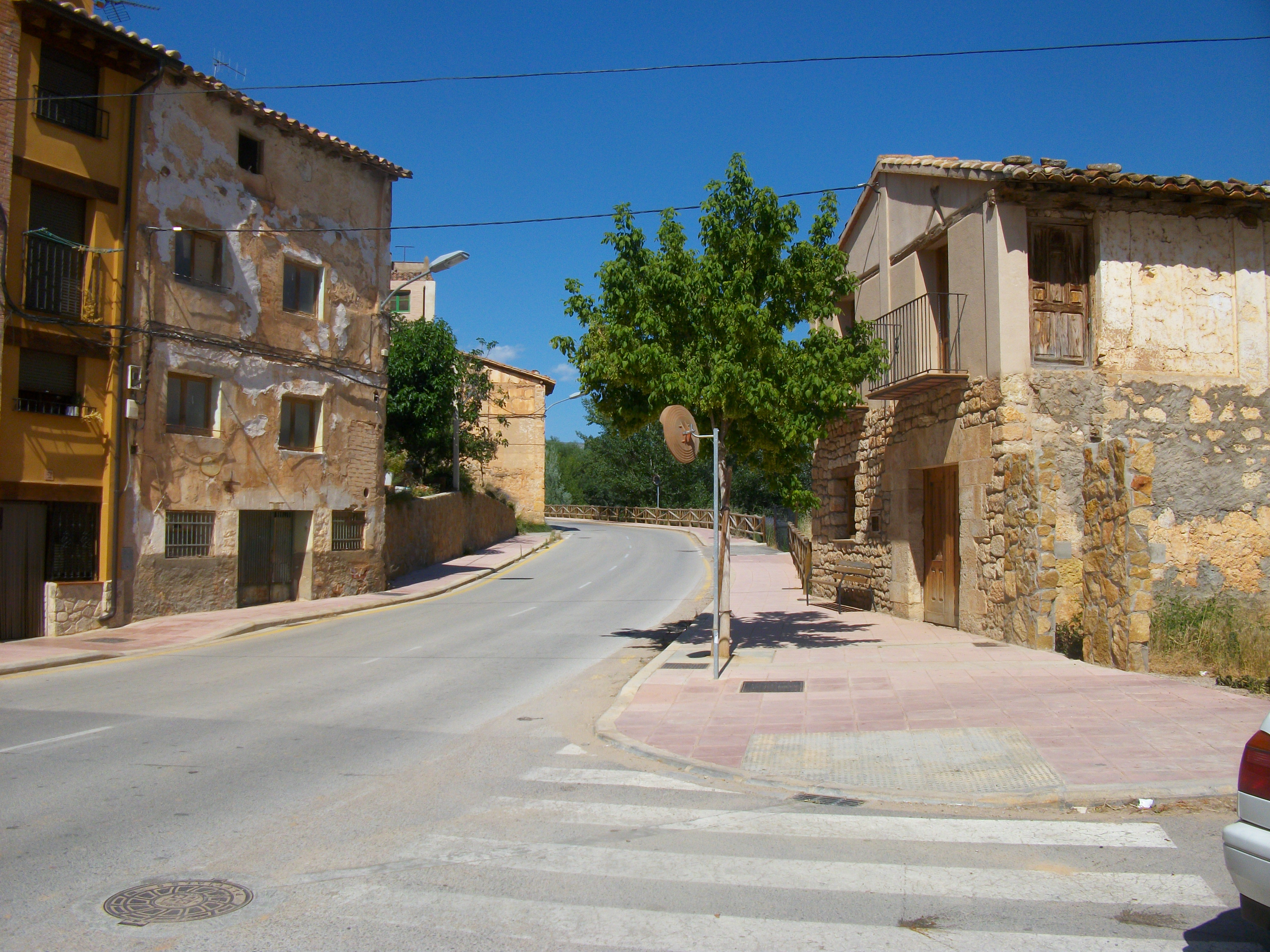
Molino Nuevo.. Ademuz.

El llamado Molino Nuevo es un edificio civil, situado en Ademuz, provincia de Valencia (España).

## Historia
El Molino Nuevo fue el tercer molino harinero que se erigió en la villa de Ademuz, tras el de la Villa (siglo XIII) y el de Vallanca (siglo XVI).
Fue fundado en 1775 -promovida su construcción por Agustín de Luz y Soriano, alcalde de Ademuz y familiar del Santo Oficio-, y se emplazó extramuros en el barrio bajo, a orillas del río Turia; de las aguas de éste tomaba las necesarias para su movimiento.
Su ubicación no fue aleatoria ya que, además del agua, aquel barrio era ya en el siglo XVIII uno de los más activos de Ademuz, con numerosas alfarerías, posadas y el más importante apeadero de maderas de la comarca.

## Descripción
Se trata de un antiguo ingenio de dos muelas, que se renovó con el tiempo pues las que posee son francesas. Es una sencilla edificación de planta rectangular con la sala de moltura en la planta baja, y vivienda del molinero en la alta. Cubierta a dos aguas con teja árabe local. 
El ensanchamiento de la travesía de la población recientemente ha hecho que su fachada haya tenido que ser retranqueada para evitar la desaparición del edificio, que hoy se encuentra en óptimas condiciones de conservación. El cuatro de febrero de 2017 sufrió un incendio que destruyó su planta alta, si bien la baja, que conserva toda la maquinaria antigua, no sufrió daños.